# Gym Class
«Gym Class» — сингл американского рэпера Lil Peep, изначально выпущенный 30 марта 2016 года на SoundCloud, а после переизданный на цифровых площадках 11 апреля 2019 года.

## История
На обложке изображена Инари Фусими из серии японской манги «Инари, лисицы и волшебная любовь».
24 мая 2016 года Lil Peep опубликовал музыкальный клип, записанный в своём доме в Пасадене, Калифорния, где он жил в период между 2014 и 2016 годами, вместе со своими друзьями. Музыкальный клип был снят Killstation.
«Gym Class» вместе с «Star Shopping» и другими композициями были удалены с YouTube и Soundcloud после смерти Lil Peep из-за проблем с авторским правом. Тем не менее, многие поклонники рэпера сохранили песню и начали загружать её на сайтах, в том числе и музыкальный клип.
11 апреля 2019 года, после разрешения проблем с авторским правом, «Gym Class» официально вышел в качестве сингла. После публикации второго трека, мать рэпера Лиза Вомак объявила, что музыкальное видео будет опубликовано в ближайшее время на канале YouTube Lil Peep.